# Minilimosina xanthosceles
Minilimosina xanthosceles är en tvåvingeart som beskrevs av Rohacek och Marshall 1988. Minilimosina xanthosceles ingår i släktet Minilimosina och familjen hoppflugor.
Artens utbredningsområde är Ecuador. Inga underarter finns listade i Catalogue of Life.